# International Disability Alliance
L' International Disability Alliance (IDA) est une association composée des organisations mondiales et régionales de Personnes Handicapées, travers le monde, y compris dans les pays développés et en développement.
L'International Disability Alliance travaille pour progresser les droits humains des personnes handicapées en utilisant des accords internationaux, d'institutions et de processus, à l'aide de la Convention relative aux droits des personnes handicapées des Nations unies. L'International Disability Alliance travaille en collaboration avec l'organisation des Nations unies.

## Liste de membres
Les membres des organisations suivantes :
- Le Syndrome de Down International (DSI)
- Inclusion International (II)
- Fédération internationale des sociétés de Personnes malentendantes (l'ifhoh)
- Fédération internationale pour le Spina-Bifida et de l'Hydrocéphalie (SI)
- L'Union Mondiale des Aveugles (UMA)
- La Fédération mondiale des Sourds (WFD)
- Fédération mondiale des Sourds (BDCEA)
- Le Réseau Mondial des Usagers et Survivants de la Psychiatrie (WNUSP)

Les membres régionaux des organisations sont:
- African Disability Forum (ADF)
- L'Organisation arabe des Personnes Handicapées (AODP)
- Forum européen des personnes handicapées (EDF)
- Le Réseau latino-Américain des Organisations Non Gouvernementales de Personnes Handicapées et de leurs Familles (RIADIS)
- Forum pacifique des personnes handicapées (PDF)

## Présidents
- 1999-2000 : Liisa Kauppinen de la Fédération mondiale des sourds
- 2010-2011 : Diane Richler
- 2011-2014 : Yannis Vardakastanis
- 2014-2016 : Maryanne Diamond
- 2016-2018 : Colin Allen de la Fédération mondiale des sourds
- 2018- : Ana Lucia Arellano